# Tylopterella
El Tylopterella es un género de euriptéridos, un grupo de artrópodos acuáticos que ya están extintos. Sólo se ha descubierto un fósil de esta especie y tipo única, el T. boylei, en un yacimientos que data del Silúrico Tardío (época de Ludlow) en Elora, Canadá. El nombre del género está compuesto por las palabras del griego antiguo τύλη (túlē), que significa «nudo», y πτερόν (pteron), que significa «ala». El nombre de la especie boylei honra a David Boyle, descubridor del espécimen de Tylopterella.
Se trata de un género poco conocido cuyo caparazón (placa dorsal del prosoma, la cabeza) era semiovalado bordeado por un reborde marginal, con los ojos situados lateralmente, un preabdomen y un postabdomen (las dos mitades del abdomen) con seis segmentos cada uno y un telson corto en forma de espiga (que era la división más posterior del cuerpo). Alcanzaba una longitud total de 7,5 centímetros. Estas características sitúan a Tylopterella en la familia Onychopterellidae, junto con Onychopterella y Alkenopterus.
El Tylopterella destaca por su gruesa ornamentación y la superficie general de su cuerpo. Sus tubérculos o pomos emparejados en la parte superior de sus segmentos segundo a quinto la diferencian de muchos otros euriptéridos. Este grosor que poseía su cuerpo se debe a las condiciones altamente salinas a las que tuvo que adaptarse Tylopterella en la Formación Guelph; en el mismo lugar también se han encontrado otros organismos con caparazones reforzados.

## Descripción

Comparación del tamaño de T. boylei

Al igual que los demás onicopterélidos, el Tylopterella era un euriptérido pequeño. El tamaño total del único espécimen conocido se estima en sólo 7,5 centímetros.
El Tylopterella es un género poco conocido; el espécimen tipo de T. boylei, que conserva la parte dorsal del cuerpo, representa su único registro hasta la fecha. El caparazón (placa dorsal del prosoma, cabeza) tenía una forma semiovalada (casi oval), era redondeado en la parte anterior y truncado (acortado como al cortarlo) en la parte posterior y estaba bordeado por un borde estrecho muy elevado, más marcado en los laterales del caparazón. Era más ancho que largo, y destacaba por el extraordinario grosor de su superficie y ornamentación. El caparazón medía 2 cm de largo (0,8 in) y 2,7 cm de ancho (1,1 in). Los ojos estaban situados más o menos lateralmente, eran reniformes (en forma de judía) y prominentes, con unos 0,4 cm (0,16 in) de diámetro mayor y separados entre sí por 0,6 cm (0,23 in). Equidistante de los ojos (es decir, tan lejos de un ojo como del otro), había una pequeña prominencia redondeada en la que se encontraban los ocelos (órganos sensoriales simples similares a los ojos). La superficie del caparazón era granulada (con gránulos) y presentaba una ornamentación consistente en diminutos tubérculos redondeados, algunos aislados y otros confluentes en grupos de dos o tres. Estaba reforzada por prominentes depósitos calcáreos (con calcio).
Como en el resto de los euriptéridos, el opistosoma (abdomen) tenía doce segmentos. Se dividía en preabdomen (segmentos 1 a 6), que era telescópico (con segmentos superpuestos entre sí) y postabdomen (segmentos 7 a 12). Era grueso, corto y compacto, especialmente en los dos últimos segmentos. Estaba cubierto por una capa calcárea-quitinosa (con quitina). Cada uno de los tergitos del segundo al quinto (mitad dorsal del segmento) llevaba en su línea media un par de tubérculos o perillas simples, grandes, macizas, prominentes y alargadas. Eran reniformes en la base y algo bilobulados (con dos lóbulos) en la parte superior. El telson (la división más posterior del cuerpo) era como una espina que se estrechaba gradualmente, ligeramente curvada y puntiaguda. Alcanzaba una longitud de 1,5 cm. También se conservan fragmentos del cuarto apéndice (extremidad) y de la paleta de la pata nadadora (sexto y último par de apéndices).

## Antecedentes de la investigación
El Tylopterella se conoce por un solo espécimen (que constituye el holotipo, GSC 2910, conservado en el Museo del Servicio Geológico de Canadá) que conserva el caparazón, los segmentos y el telson. Fue descubierta en 1881 en la Formación Guelph, Elora, Canadá, por el herrero y arqueólogo británico David Boyle, que durante muchos años recogió fósiles de la formación. El fósil fue llevado al Museo del Servicio Geológico de Canadá por los fideicomisarios (personas en posición de confianza) del Museo de la Escuela de Elora, donde fue descrito por Joseph Frederick Whiteaves, paleontólogo británico. Le asignó una nueva especie del género Eurypterus, E. boylei, cuyo nombre específico hace honor a su descubridor.
En 1912, los paleontólogos estadounidenses John Mason Clarke y Rudolf Ruedemann identificaron a E. boylei como una forma aberrante lo suficientemente diferente de Eurypterus como para tener su propio subgénero, Tylopterus. Esto se vio favorecido por características como el cuerpo corto y compacto en general o el grueso tegumento calcáreo-quitinoso de E. boylei, a diferencia de Eurypterus, en el que sólo era quitinoso. También compararon la especie con otras especies de euriptéridos, Woodwardopterus scabrosus e Hibbertopterus stevensoni, ambas entonces pertenecientes a Eurypterus, en las que la ornamentación también era gruesa y con calcio. Esta característica también está presente en ejemplares gerontes (ancianos) de Anthraconectes (hoy reconocido como sinónimo de Adelophthalmus), pero Clarke y Ruedemann negaron una relación estrecha entre ambos subgéneros ya que ambos vivían en condiciones marinas muy diferentes (Anthraconectes vivía en aguas salobres o dulces mientras que Tylopterus vivía en aguas muy salinas). El nombre Tylopterus está compuesto por las palabras del griego antiguo τύλη (túlē, «nudo»), y πτερόν (pteron, «ala»), por lo que se traduce como «ala de nudo».
En 1951, el paleontólogo y geólogo noruego Leif Størmer sustituyó el nombre Tylopterus por Tylopterella, ya que era un nombre preocupado acuñado originalmente para el género de escarabajos curculiónidos Tylopterus, introducido en 1867 por el entomólogo francés M. Guillaume Capiomont. Tylopterella empezaría a aparecer en artículos científicos como un género separado de Eurypterus sin motivo aparente. No fue hasta 1958 cuando su estatus como género separado fue reafirmado por el paleontólogo estadounidense Erik Norman Kjellesvig-Waering, quien afirmó que Tylopterella se diferenciaba de cualquier otro género de euriptéridos por su peculiar ornamentación.
En 1962, una especie de Stylonurus, S. menneri, fue asignada a Tylopterella por el paleontólogo ruso Nestor Ivanovich Novojilov basándose en la posesión de tubérculos pareados en los tergitos, una característica dudosamente presente en un solo espécimen de S. menneri. Sin embargo, esta especie fue redescrita en un estudio de 2014 dirigido por el paleontólogo británico David J. Marshall, en el que se determinó que no representaba a un euriptérido, sino a un nuevo género de casmatáspido que fue bautizado como Dvulikiaspis, con lo que Tylopterella volvió a ser monotípica.

## Clasificación

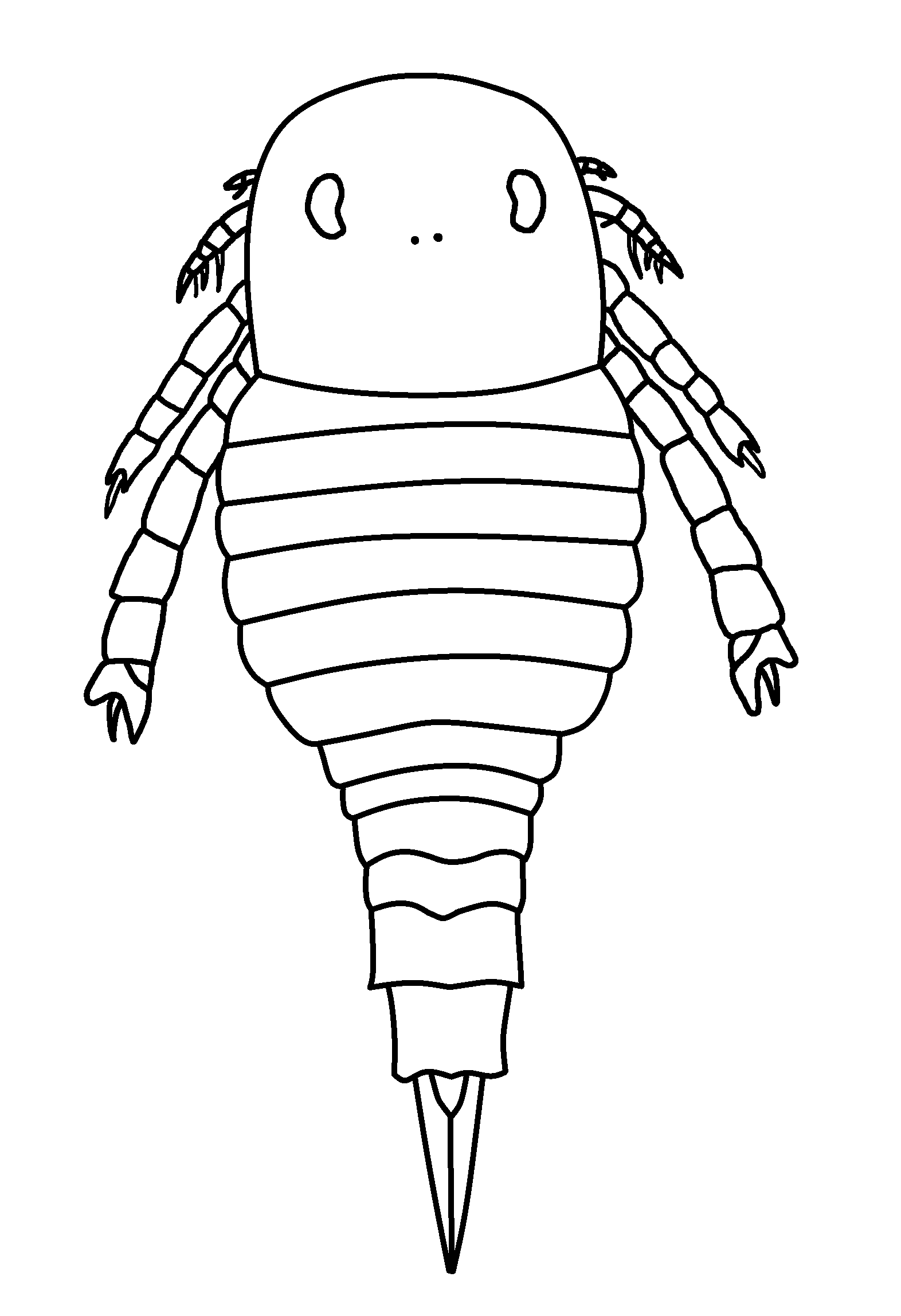
Restauración de Onychopterella, un género de onicopterélidos estrechamente relacionado

El Tylopterella está clasificada como parte de la familia Onychopterellidae, el único clado (grupo) dentro de la superfamilia monotípica Onychopterelloidea. Incluye una única especie, T. boylei, del Silúrico de la Formación Guelph de Elora, Canadá.
Descrita originalmente como una especie de Eurypterus, Tylopterella fue reconocida como un subgénero diferente en 1912. En 1951, el profesor británico Scott Simpson comparó los tubérculos de Drepanopterus abonensis con los de Tylopterella, reconociendo la validez del género a regañadientes sobre la base de que el único espécimen conocido de Tylopterella podía referirse tanto a Drepanopterus como a Stylonurus. Kjellesvig-Waering identificó Tylopterella como un género propio, pero debido a las similitudes con Erieopterus microphthalmus y E. eriensis, sugirió que T. boylei podría haber descendido directamente de Erieopterus. Tylopterella se clasificó como parte de la familia Eurypteridae hasta 1989, cuando el paleontólogo estadounidense Victor P. Tollerton la clasificó como incertae sedis (un taxón con relaciones poco claras) debido al escaso material y a la falta de características obvias de cualquier familia.
Sin embargo, en 2011, el geólogo y paleobiólogo británico James C. Lamsdell creó la nueva superfamilia Onychopterelloidea y la familia Onychopterellidae, asignando a esta última Tylopterella y Onychopterella. Esta familia se caracterizaba por la presencia de espinas en los pares segundo a cuarto de apéndices, la ausencia de espinas en el quinto y sexto (excepto ocasionalmente espolones en el octavo podómero, es decir, segmento de la pata del sexto apéndice), la forma del caparazón con ojos laterales y un telson lanceolado o estiliforme. Lamsdell rechazó cualquier alianza entre Drepanopterus y Tylopterella. El Alkenopterus fue asignado a Onychopterellidae tres años más tarde debido a la detección de una espina móvil en la pata natatoria, en lugar de una simple proyección (una parte del cuerpo que sobresale) como se pensaba anteriormente.
El siguiente cladograma se basa en un estudio más amplio (simplificado para mostrar solo los euriptéridos) en un análisis filogenético de 2011 realizado por Lamsdell, que muestra los miembros basales del suborden Eurypterina de los euriptéridos con otros grupos derivados.
|  | \| \| Brachyopterus stubblefieldi \| \| \| \| \| \| Rhenopterus diensti \| \| \| \| |
|  |                                                                                     |
|  | Parastylonurus ornatus                                                              |
|  |                                                                                     |
|  | Brachyopterus stubblefieldi                                                         |
|  |                                                                                     |
|  | Rhenopterus diensti                                                                 |
|  |                                                                                     |

|  | Brachyopterus stubblefieldi |
|  |                             |
|  | Rhenopterus diensti         |
|  |                             |

|  | \| \| Stoermeropterus nodosus \| \| \| \| \| \| Stoermeropterus latus \| \| \| \| |
|  |                                                                                   |
|  | Stoermeropterus conicus                                                           |
|  |                                                                                   |
|  | Stoermeropterus nodosus                                                           |
|  |                                                                                   |
|  | Stoermeropterus latus                                                             |
|  |                                                                                   |

|  | Stoermeropterus nodosus |
|  |                         |
|  | Stoermeropterus latus   |
|  |                         |

|  | Vinetopterus martini |
|  |                      |
|  | Vinetopterus struvei |
|  |                      |

|  | Moselopterus ancylotelson |
|  |                           |
|  | Moselopterus elongatus    |
|  |                           |

|  | Vinetopterus martini |
|  |                      |
|  | Vinetopterus struvei |
|  |                      |

|  | Moselopterus ancylotelson |
|  |                           |
|  | Moselopterus elongatus    |
|  |                           |

|  | \| \| Stoermeropterus nodosus \| \| \| \| \| \| Stoermeropterus latus \| \| \| \| |
|  |                                                                                   |
|  | Stoermeropterus conicus                                                           |
|  |                                                                                   |
|  | Stoermeropterus nodosus                                                           |
|  |                                                                                   |
|  | Stoermeropterus latus                                                             |
|  |                                                                                   |

|  | Stoermeropterus nodosus |
|  |                         |
|  | Stoermeropterus latus   |
|  |                         |

|  | Vinetopterus martini |
|  |                      |
|  | Vinetopterus struvei |
|  |                      |

|  | Moselopterus ancylotelson |
|  |                           |
|  | Moselopterus elongatus    |
|  |                           |

|  | Vinetopterus martini |
|  |                      |
|  | Vinetopterus struvei |
|  |                      |

|  | Moselopterus ancylotelson |
|  |                           |
|  | Moselopterus elongatus    |
|  |                           |

|  | \| \| Stoermeropterus nodosus \| \| \| \| \| \| Stoermeropterus latus \| \| \| \| |
|  |                                                                                   |
|  | Stoermeropterus conicus                                                           |
|  |                                                                                   |
|  | Stoermeropterus nodosus                                                           |
|  |                                                                                   |
|  | Stoermeropterus latus                                                             |
|  |                                                                                   |

|  | Stoermeropterus nodosus |
|  |                         |
|  | Stoermeropterus latus   |
|  |                         |

|  | Vinetopterus martini |
|  |                      |
|  | Vinetopterus struvei |
|  |                      |

|  | Moselopterus ancylotelson |
|  |                           |
|  | Moselopterus elongatus    |
|  |                           |

|  | Vinetopterus martini |
|  |                      |
|  | Vinetopterus struvei |
|  |                      |

|  | Moselopterus ancylotelson |
|  |                           |
|  | Moselopterus elongatus    |
|  |                           |

|  | \| \| Stoermeropterus nodosus \| \| \| \| \| \| Stoermeropterus latus \| \| \| \| |
|  |                                                                                   |
|  | Stoermeropterus conicus                                                           |
|  |                                                                                   |
|  | Stoermeropterus nodosus                                                           |
|  |                                                                                   |
|  | Stoermeropterus latus                                                             |
|  |                                                                                   |

|  | Stoermeropterus nodosus |
|  |                         |
|  | Stoermeropterus latus   |
|  |                         |

|  | Vinetopterus martini |
|  |                      |
|  | Vinetopterus struvei |
|  |                      |

|  | Moselopterus ancylotelson |
|  |                           |
|  | Moselopterus elongatus    |
|  |                           |

|  | Vinetopterus martini |
|  |                      |
|  | Vinetopterus struvei |
|  |                      |

|  | Moselopterus ancylotelson |
|  |                           |
|  | Moselopterus elongatus    |
|  |                           |

|  | \| \| Onychopterella augusti \| \| \| \| \| \| Onychopterella kokomoensis \| \| \| \| |
|  |                                                                                       |
|  | Tylopterella boylei                                                                   |
|  |                                                                                       |
|  | Onychopterella augusti                                                                |
|  |                                                                                       |
|  | Onychopterella kokomoensis                                                            |
|  |                                                                                       |

|  | Onychopterella augusti     |
|  |                            |
|  | Onychopterella kokomoensis |
|  |                            |

|  | Dolichopterus macrocheirus |
|  |                            |
|  | Strobilopterus princetonii |
|  |                            |

|  | Eurypterus remipes         |
|  |                            |
|  | Erieopterus microphthalmus |
|  |                            |

|  | Hughmilleria socialis                                                         |
|  |                                                                               |
|  | \| \| Megalograptus ohioensis \| \| \| \| \| \| Mixopterus kiaeri \| \| \| \| |
|  |                                                                               |
|  | Megalograptus ohioensis                                                       |
|  |                                                                               |
|  | Mixopterus kiaeri                                                             |
|  |                                                                               |

|  | Megalograptus ohioensis |
|  |                         |
|  | Mixopterus kiaeri       |
|  |                         |

|  | Eurypterus remipes         |
|  |                            |
|  | Erieopterus microphthalmus |
|  |                            |

|  | Hughmilleria socialis                                                         |
|  |                                                                               |
|  | \| \| Megalograptus ohioensis \| \| \| \| \| \| Mixopterus kiaeri \| \| \| \| |
|  |                                                                               |
|  | Megalograptus ohioensis                                                       |
|  |                                                                               |
|  | Mixopterus kiaeri                                                             |
|  |                                                                               |

|  | Megalograptus ohioensis |
|  |                         |
|  | Mixopterus kiaeri       |
|  |                         |

|  | Dolichopterus macrocheirus |
|  |                            |
|  | Strobilopterus princetonii |
|  |                            |

|  | Eurypterus remipes         |
|  |                            |
|  | Erieopterus microphthalmus |
|  |                            |

|  | Hughmilleria socialis                                                         |
|  |                                                                               |
|  | \| \| Megalograptus ohioensis \| \| \| \| \| \| Mixopterus kiaeri \| \| \| \| |
|  |                                                                               |
|  | Megalograptus ohioensis                                                       |
|  |                                                                               |
|  | Mixopterus kiaeri                                                             |
|  |                                                                               |

|  | Megalograptus ohioensis |
|  |                         |
|  | Mixopterus kiaeri       |
|  |                         |

|  | Eurypterus remipes         |
|  |                            |
|  | Erieopterus microphthalmus |
|  |                            |

|  | Hughmilleria socialis                                                         |
|  |                                                                               |
|  | \| \| Megalograptus ohioensis \| \| \| \| \| \| Mixopterus kiaeri \| \| \| \| |
|  |                                                                               |
|  | Megalograptus ohioensis                                                       |
|  |                                                                               |
|  | Mixopterus kiaeri                                                             |
|  |                                                                               |

|  | Megalograptus ohioensis |
|  |                         |
|  | Mixopterus kiaeri       |
|  |                         |

|  | \| \| Onychopterella augusti \| \| \| \| \| \| Onychopterella kokomoensis \| \| \| \| |
|  |                                                                                       |
|  | Tylopterella boylei                                                                   |
|  |                                                                                       |
|  | Onychopterella augusti                                                                |
|  |                                                                                       |
|  | Onychopterella kokomoensis                                                            |
|  |                                                                                       |

|  | Onychopterella augusti     |
|  |                            |
|  | Onychopterella kokomoensis |
|  |                            |

|  | Dolichopterus macrocheirus |
|  |                            |
|  | Strobilopterus princetonii |
|  |                            |

|  | Eurypterus remipes         |
|  |                            |
|  | Erieopterus microphthalmus |
|  |                            |

|  | Hughmilleria socialis                                                         |
|  |                                                                               |
|  | \| \| Megalograptus ohioensis \| \| \| \| \| \| Mixopterus kiaeri \| \| \| \| |
|  |                                                                               |
|  | Megalograptus ohioensis                                                       |
|  |                                                                               |
|  | Mixopterus kiaeri                                                             |
|  |                                                                               |

|  | Megalograptus ohioensis |
|  |                         |
|  | Mixopterus kiaeri       |
|  |                         |

|  | Eurypterus remipes         |
|  |                            |
|  | Erieopterus microphthalmus |
|  |                            |

|  | Hughmilleria socialis                                                         |
|  |                                                                               |
|  | \| \| Megalograptus ohioensis \| \| \| \| \| \| Mixopterus kiaeri \| \| \| \| |
|  |                                                                               |
|  | Megalograptus ohioensis                                                       |
|  |                                                                               |
|  | Mixopterus kiaeri                                                             |
|  |                                                                               |

|  | Megalograptus ohioensis |
|  |                         |
|  | Mixopterus kiaeri       |
|  |                         |

|  | Dolichopterus macrocheirus |
|  |                            |
|  | Strobilopterus princetonii |
|  |                            |

|  | Eurypterus remipes         |
|  |                            |
|  | Erieopterus microphthalmus |
|  |                            |

|  | Hughmilleria socialis                                                         |
|  |                                                                               |
|  | \| \| Megalograptus ohioensis \| \| \| \| \| \| Mixopterus kiaeri \| \| \| \| |
|  |                                                                               |
|  | Megalograptus ohioensis                                                       |
|  |                                                                               |
|  | Mixopterus kiaeri                                                             |
|  |                                                                               |

|  | Megalograptus ohioensis |
|  |                         |
|  | Mixopterus kiaeri       |
|  |                         |

|  | Eurypterus remipes         |
|  |                            |
|  | Erieopterus microphthalmus |
|  |                            |

|  | Hughmilleria socialis                                                         |
|  |                                                                               |
|  | \| \| Megalograptus ohioensis \| \| \| \| \| \| Mixopterus kiaeri \| \| \| \| |
|  |                                                                               |
|  | Megalograptus ohioensis                                                       |
|  |                                                                               |
|  | Mixopterus kiaeri                                                             |
|  |                                                                               |

|  | Megalograptus ohioensis |
|  |                         |
|  | Mixopterus kiaeri       |
|  |                         |

|  | \| \| Stoermeropterus nodosus \| \| \| \| \| \| Stoermeropterus latus \| \| \| \| |
|  |                                                                                   |
|  | Stoermeropterus conicus                                                           |
|  |                                                                                   |
|  | Stoermeropterus nodosus                                                           |
|  |                                                                                   |
|  | Stoermeropterus latus                                                             |
|  |                                                                                   |

|  | Stoermeropterus nodosus |
|  |                         |
|  | Stoermeropterus latus   |
|  |                         |

|  | Vinetopterus martini |
|  |                      |
|  | Vinetopterus struvei |
|  |                      |

|  | Moselopterus ancylotelson |
|  |                           |
|  | Moselopterus elongatus    |
|  |                           |

|  | Vinetopterus martini |
|  |                      |
|  | Vinetopterus struvei |
|  |                      |

|  | Moselopterus ancylotelson |
|  |                           |
|  | Moselopterus elongatus    |
|  |                           |

|  | \| \| Stoermeropterus nodosus \| \| \| \| \| \| Stoermeropterus latus \| \| \| \| |
|  |                                                                                   |
|  | Stoermeropterus conicus                                                           |
|  |                                                                                   |
|  | Stoermeropterus nodosus                                                           |
|  |                                                                                   |
|  | Stoermeropterus latus                                                             |
|  |                                                                                   |

|  | Stoermeropterus nodosus |
|  |                         |
|  | Stoermeropterus latus   |
|  |                         |

|  | Vinetopterus martini |
|  |                      |
|  | Vinetopterus struvei |
|  |                      |

|  | Moselopterus ancylotelson |
|  |                           |
|  | Moselopterus elongatus    |
|  |                           |

|  | Vinetopterus martini |
|  |                      |
|  | Vinetopterus struvei |
|  |                      |

|  | Moselopterus ancylotelson |
|  |                           |
|  | Moselopterus elongatus    |
|  |                           |

|  | \| \| Stoermeropterus nodosus \| \| \| \| \| \| Stoermeropterus latus \| \| \| \| |
|  |                                                                                   |
|  | Stoermeropterus conicus                                                           |
|  |                                                                                   |
|  | Stoermeropterus nodosus                                                           |
|  |                                                                                   |
|  | Stoermeropterus latus                                                             |
|  |                                                                                   |

|  | Stoermeropterus nodosus |
|  |                         |
|  | Stoermeropterus latus   |
|  |                         |

|  | Vinetopterus martini |
|  |                      |
|  | Vinetopterus struvei |
|  |                      |

|  | Moselopterus ancylotelson |
|  |                           |
|  | Moselopterus elongatus    |
|  |                           |

|  | Vinetopterus martini |
|  |                      |
|  | Vinetopterus struvei |
|  |                      |

|  | Moselopterus ancylotelson |
|  |                           |
|  | Moselopterus elongatus    |
|  |                           |

|  | \| \| Stoermeropterus nodosus \| \| \| \| \| \| Stoermeropterus latus \| \| \| \| |
|  |                                                                                   |
|  | Stoermeropterus conicus                                                           |
|  |                                                                                   |
|  | Stoermeropterus nodosus                                                           |
|  |                                                                                   |
|  | Stoermeropterus latus                                                             |
|  |                                                                                   |

|  | Stoermeropterus nodosus |
|  |                         |
|  | Stoermeropterus latus   |
|  |                         |

|  | Vinetopterus martini |
|  |                      |
|  | Vinetopterus struvei |
|  |                      |

|  | Moselopterus ancylotelson |
|  |                           |
|  | Moselopterus elongatus    |
|  |                           |

|  | Vinetopterus martini |
|  |                      |
|  | Vinetopterus struvei |
|  |                      |

|  | Moselopterus ancylotelson |
|  |                           |
|  | Moselopterus elongatus    |
|  |                           |

|  | \| \| Onychopterella augusti \| \| \| \| \| \| Onychopterella kokomoensis \| \| \| \| |
|  |                                                                                       |
|  | Tylopterella boylei                                                                   |
|  |                                                                                       |
|  | Onychopterella augusti                                                                |
|  |                                                                                       |
|  | Onychopterella kokomoensis                                                            |
|  |                                                                                       |

|  | Onychopterella augusti     |
|  |                            |
|  | Onychopterella kokomoensis |
|  |                            |

|  | Dolichopterus macrocheirus |
|  |                            |
|  | Strobilopterus princetonii |
|  |                            |

|  | Eurypterus remipes         |
|  |                            |
|  | Erieopterus microphthalmus |
|  |                            |

|  | Hughmilleria socialis                                                         |
|  |                                                                               |
|  | \| \| Megalograptus ohioensis \| \| \| \| \| \| Mixopterus kiaeri \| \| \| \| |
|  |                                                                               |
|  | Megalograptus ohioensis                                                       |
|  |                                                                               |
|  | Mixopterus kiaeri                                                             |
|  |                                                                               |

|  | Megalograptus ohioensis |
|  |                         |
|  | Mixopterus kiaeri       |
|  |                         |

|  | Eurypterus remipes         |
|  |                            |
|  | Erieopterus microphthalmus |
|  |                            |

|  | Hughmilleria socialis                                                         |
|  |                                                                               |
|  | \| \| Megalograptus ohioensis \| \| \| \| \| \| Mixopterus kiaeri \| \| \| \| |
|  |                                                                               |
|  | Megalograptus ohioensis                                                       |
|  |                                                                               |
|  | Mixopterus kiaeri                                                             |
|  |                                                                               |

|  | Megalograptus ohioensis |
|  |                         |
|  | Mixopterus kiaeri       |
|  |                         |

|  | Dolichopterus macrocheirus |
|  |                            |
|  | Strobilopterus princetonii |
|  |                            |

|  | Eurypterus remipes         |
|  |                            |
|  | Erieopterus microphthalmus |
|  |                            |

|  | Hughmilleria socialis                                                         |
|  |                                                                               |
|  | \| \| Megalograptus ohioensis \| \| \| \| \| \| Mixopterus kiaeri \| \| \| \| |
|  |                                                                               |
|  | Megalograptus ohioensis                                                       |
|  |                                                                               |
|  | Mixopterus kiaeri                                                             |
|  |                                                                               |

|  | Megalograptus ohioensis |
|  |                         |
|  | Mixopterus kiaeri       |
|  |                         |

|  | Eurypterus remipes         |
|  |                            |
|  | Erieopterus microphthalmus |
|  |                            |

|  | Hughmilleria socialis                                                         |
|  |                                                                               |
|  | \| \| Megalograptus ohioensis \| \| \| \| \| \| Mixopterus kiaeri \| \| \| \| |
|  |                                                                               |
|  | Megalograptus ohioensis                                                       |
|  |                                                                               |
|  | Mixopterus kiaeri                                                             |
|  |                                                                               |

|  | Megalograptus ohioensis |
|  |                         |
|  | Mixopterus kiaeri       |
|  |                         |

|  | \| \| Onychopterella augusti \| \| \| \| \| \| Onychopterella kokomoensis \| \| \| \| |
|  |                                                                                       |
|  | Tylopterella boylei                                                                   |
|  |                                                                                       |
|  | Onychopterella augusti                                                                |
|  |                                                                                       |
|  | Onychopterella kokomoensis                                                            |
|  |                                                                                       |

|  | Onychopterella augusti     |
|  |                            |
|  | Onychopterella kokomoensis |
|  |                            |

|  | Dolichopterus macrocheirus |
|  |                            |
|  | Strobilopterus princetonii |
|  |                            |

|  | Eurypterus remipes         |
|  |                            |
|  | Erieopterus microphthalmus |
|  |                            |

|  | Hughmilleria socialis                                                         |
|  |                                                                               |
|  | \| \| Megalograptus ohioensis \| \| \| \| \| \| Mixopterus kiaeri \| \| \| \| |
|  |                                                                               |
|  | Megalograptus ohioensis                                                       |
|  |                                                                               |
|  | Mixopterus kiaeri                                                             |
|  |                                                                               |

|  | Megalograptus ohioensis |
|  |                         |
|  | Mixopterus kiaeri       |
|  |                         |

|  | Eurypterus remipes         |
|  |                            |
|  | Erieopterus microphthalmus |
|  |                            |

|  | Hughmilleria socialis                                                         |
|  |                                                                               |
|  | \| \| Megalograptus ohioensis \| \| \| \| \| \| Mixopterus kiaeri \| \| \| \| |
|  |                                                                               |
|  | Megalograptus ohioensis                                                       |
|  |                                                                               |
|  | Mixopterus kiaeri                                                             |
|  |                                                                               |

|  | Megalograptus ohioensis |
|  |                         |
|  | Mixopterus kiaeri       |
|  |                         |

|  | Dolichopterus macrocheirus |
|  |                            |
|  | Strobilopterus princetonii |
|  |                            |

|  | Eurypterus remipes         |
|  |                            |
|  | Erieopterus microphthalmus |
|  |                            |

|  | Hughmilleria socialis                                                         |
|  |                                                                               |
|  | \| \| Megalograptus ohioensis \| \| \| \| \| \| Mixopterus kiaeri \| \| \| \| |
|  |                                                                               |
|  | Megalograptus ohioensis                                                       |
|  |                                                                               |
|  | Mixopterus kiaeri                                                             |
|  |                                                                               |

|  | Megalograptus ohioensis |
|  |                         |
|  | Mixopterus kiaeri       |
|  |                         |

|  | Eurypterus remipes         |
|  |                            |
|  | Erieopterus microphthalmus |
|  |                            |

|  | Hughmilleria socialis                                                         |
|  |                                                                               |
|  | \| \| Megalograptus ohioensis \| \| \| \| \| \| Mixopterus kiaeri \| \| \| \| |
|  |                                                                               |
|  | Megalograptus ohioensis                                                       |
|  |                                                                               |
|  | Mixopterus kiaeri                                                             |
|  |                                                                               |

|  | Megalograptus ohioensis |
|  |                         |
|  | Mixopterus kiaeri       |
|  |                         |

|  | \| \| Brachyopterus stubblefieldi \| \| \| \| \| \| Rhenopterus diensti \| \| \| \| |
|  |                                                                                     |
|  | Parastylonurus ornatus                                                              |
|  |                                                                                     |
|  | Brachyopterus stubblefieldi                                                         |
|  |                                                                                     |
|  | Rhenopterus diensti                                                                 |
|  |                                                                                     |

|  | Brachyopterus stubblefieldi |
|  |                             |
|  | Rhenopterus diensti         |
|  |                             |

|  | \| \| Stoermeropterus nodosus \| \| \| \| \| \| Stoermeropterus latus \| \| \| \| |
|  |                                                                                   |
|  | Stoermeropterus conicus                                                           |
|  |                                                                                   |
|  | Stoermeropterus nodosus                                                           |
|  |                                                                                   |
|  | Stoermeropterus latus                                                             |
|  |                                                                                   |

|  | Stoermeropterus nodosus |
|  |                         |
|  | Stoermeropterus latus   |
|  |                         |

|  | Vinetopterus martini |
|  |                      |
|  | Vinetopterus struvei |
|  |                      |

|  | Moselopterus ancylotelson |
|  |                           |
|  | Moselopterus elongatus    |
|  |                           |

|  | Vinetopterus martini |
|  |                      |
|  | Vinetopterus struvei |
|  |                      |

|  | Moselopterus ancylotelson |
|  |                           |
|  | Moselopterus elongatus    |
|  |                           |

|  | \| \| Stoermeropterus nodosus \| \| \| \| \| \| Stoermeropterus latus \| \| \| \| |
|  |                                                                                   |
|  | Stoermeropterus conicus                                                           |
|  |                                                                                   |
|  | Stoermeropterus nodosus                                                           |
|  |                                                                                   |
|  | Stoermeropterus latus                                                             |
|  |                                                                                   |

|  | Stoermeropterus nodosus |
|  |                         |
|  | Stoermeropterus latus   |
|  |                         |

|  | Vinetopterus martini |
|  |                      |
|  | Vinetopterus struvei |
|  |                      |

|  | Moselopterus ancylotelson |
|  |                           |
|  | Moselopterus elongatus    |
|  |                           |

|  | Vinetopterus martini |
|  |                      |
|  | Vinetopterus struvei |
|  |                      |

|  | Moselopterus ancylotelson |
|  |                           |
|  | Moselopterus elongatus    |
|  |                           |

|  | \| \| Stoermeropterus nodosus \| \| \| \| \| \| Stoermeropterus latus \| \| \| \| |
|  |                                                                                   |
|  | Stoermeropterus conicus                                                           |
|  |                                                                                   |
|  | Stoermeropterus nodosus                                                           |
|  |                                                                                   |
|  | Stoermeropterus latus                                                             |
|  |                                                                                   |

|  | Stoermeropterus nodosus |
|  |                         |
|  | Stoermeropterus latus   |
|  |                         |

|  | Vinetopterus martini |
|  |                      |
|  | Vinetopterus struvei |
|  |                      |

|  | Moselopterus ancylotelson |
|  |                           |
|  | Moselopterus elongatus    |
|  |                           |

|  | Vinetopterus martini |
|  |                      |
|  | Vinetopterus struvei |
|  |                      |

|  | Moselopterus ancylotelson |
|  |                           |
|  | Moselopterus elongatus    |
|  |                           |

|  | \| \| Stoermeropterus nodosus \| \| \| \| \| \| Stoermeropterus latus \| \| \| \| |
|  |                                                                                   |
|  | Stoermeropterus conicus                                                           |
|  |                                                                                   |
|  | Stoermeropterus nodosus                                                           |
|  |                                                                                   |
|  | Stoermeropterus latus                                                             |
|  |                                                                                   |

|  | Stoermeropterus nodosus |
|  |                         |
|  | Stoermeropterus latus   |
|  |                         |

|  | Vinetopterus martini |
|  |                      |
|  | Vinetopterus struvei |
|  |                      |

|  | Moselopterus ancylotelson |
|  |                           |
|  | Moselopterus elongatus    |
|  |                           |

|  | Vinetopterus martini |
|  |                      |
|  | Vinetopterus struvei |
|  |                      |

|  | Moselopterus ancylotelson |
|  |                           |
|  | Moselopterus elongatus    |
|  |                           |

|  | \| \| Onychopterella augusti \| \| \| \| \| \| Onychopterella kokomoensis \| \| \| \| |
|  |                                                                                       |
|  | Tylopterella boylei                                                                   |
|  |                                                                                       |
|  | Onychopterella augusti                                                                |
|  |                                                                                       |
|  | Onychopterella kokomoensis                                                            |
|  |                                                                                       |

|  | Onychopterella augusti     |
|  |                            |
|  | Onychopterella kokomoensis |
|  |                            |

|  | Dolichopterus macrocheirus |
|  |                            |
|  | Strobilopterus princetonii |
|  |                            |

|  | Eurypterus remipes         |
|  |                            |
|  | Erieopterus microphthalmus |
|  |                            |

|  | Hughmilleria socialis                                                         |
|  |                                                                               |
|  | \| \| Megalograptus ohioensis \| \| \| \| \| \| Mixopterus kiaeri \| \| \| \| |
|  |                                                                               |
|  | Megalograptus ohioensis                                                       |
|  |                                                                               |
|  | Mixopterus kiaeri                                                             |
|  |                                                                               |

|  | Megalograptus ohioensis |
|  |                         |
|  | Mixopterus kiaeri       |
|  |                         |

|  | Eurypterus remipes         |
|  |                            |
|  | Erieopterus microphthalmus |
|  |                            |

|  | Hughmilleria socialis                                                         |
|  |                                                                               |
|  | \| \| Megalograptus ohioensis \| \| \| \| \| \| Mixopterus kiaeri \| \| \| \| |
|  |                                                                               |
|  | Megalograptus ohioensis                                                       |
|  |                                                                               |
|  | Mixopterus kiaeri                                                             |
|  |                                                                               |

|  | Megalograptus ohioensis |
|  |                         |
|  | Mixopterus kiaeri       |
|  |                         |

|  | Dolichopterus macrocheirus |
|  |                            |
|  | Strobilopterus princetonii |
|  |                            |

|  | Eurypterus remipes         |
|  |                            |
|  | Erieopterus microphthalmus |
|  |                            |

|  | Hughmilleria socialis                                                         |
|  |                                                                               |
|  | \| \| Megalograptus ohioensis \| \| \| \| \| \| Mixopterus kiaeri \| \| \| \| |
|  |                                                                               |
|  | Megalograptus ohioensis                                                       |
|  |                                                                               |
|  | Mixopterus kiaeri                                                             |
|  |                                                                               |

|  | Megalograptus ohioensis |
|  |                         |
|  | Mixopterus kiaeri       |
|  |                         |

|  | Eurypterus remipes         |
|  |                            |
|  | Erieopterus microphthalmus |
|  |                            |

|  | Hughmilleria socialis                                                         |
|  |                                                                               |
|  | \| \| Megalograptus ohioensis \| \| \| \| \| \| Mixopterus kiaeri \| \| \| \| |
|  |                                                                               |
|  | Megalograptus ohioensis                                                       |
|  |                                                                               |
|  | Mixopterus kiaeri                                                             |
|  |                                                                               |

|  | Megalograptus ohioensis |
|  |                         |
|  | Mixopterus kiaeri       |
|  |                         |

|  | \| \| Onychopterella augusti \| \| \| \| \| \| Onychopterella kokomoensis \| \| \| \| |
|  |                                                                                       |
|  | Tylopterella boylei                                                                   |
|  |                                                                                       |
|  | Onychopterella augusti                                                                |
|  |                                                                                       |
|  | Onychopterella kokomoensis                                                            |
|  |                                                                                       |

|  | Onychopterella augusti     |
|  |                            |
|  | Onychopterella kokomoensis |
|  |                            |

|  | Dolichopterus macrocheirus |
|  |                            |
|  | Strobilopterus princetonii |
|  |                            |

|  | Eurypterus remipes         |
|  |                            |
|  | Erieopterus microphthalmus |
|  |                            |

|  | Hughmilleria socialis                                                         |
|  |                                                                               |
|  | \| \| Megalograptus ohioensis \| \| \| \| \| \| Mixopterus kiaeri \| \| \| \| |
|  |                                                                               |
|  | Megalograptus ohioensis                                                       |
|  |                                                                               |
|  | Mixopterus kiaeri                                                             |
|  |                                                                               |

|  | Megalograptus ohioensis |
|  |                         |
|  | Mixopterus kiaeri       |
|  |                         |

|  | Eurypterus remipes         |
|  |                            |
|  | Erieopterus microphthalmus |
|  |                            |

|  | Hughmilleria socialis                                                         |
|  |                                                                               |
|  | \| \| Megalograptus ohioensis \| \| \| \| \| \| Mixopterus kiaeri \| \| \| \| |
|  |                                                                               |
|  | Megalograptus ohioensis                                                       |
|  |                                                                               |
|  | Mixopterus kiaeri                                                             |
|  |                                                                               |

|  | Megalograptus ohioensis |
|  |                         |
|  | Mixopterus kiaeri       |
|  |                         |

|  | Dolichopterus macrocheirus |
|  |                            |
|  | Strobilopterus princetonii |
|  |                            |

|  | Eurypterus remipes         |
|  |                            |
|  | Erieopterus microphthalmus |
|  |                            |

|  | Hughmilleria socialis                                                         |
|  |                                                                               |
|  | \| \| Megalograptus ohioensis \| \| \| \| \| \| Mixopterus kiaeri \| \| \| \| |
|  |                                                                               |
|  | Megalograptus ohioensis                                                       |
|  |                                                                               |
|  | Mixopterus kiaeri                                                             |
|  |                                                                               |

|  | Megalograptus ohioensis |
|  |                         |
|  | Mixopterus kiaeri       |
|  |                         |

|  | Eurypterus remipes         |
|  |                            |
|  | Erieopterus microphthalmus |
|  |                            |

|  | Hughmilleria socialis                                                         |
|  |                                                                               |
|  | \| \| Megalograptus ohioensis \| \| \| \| \| \| Mixopterus kiaeri \| \| \| \| |
|  |                                                                               |
|  | Megalograptus ohioensis                                                       |
|  |                                                                               |
|  | Mixopterus kiaeri                                                             |
|  |                                                                               |

|  | Megalograptus ohioensis |
|  |                         |
|  | Mixopterus kiaeri       |
|  |                         |

|  | \| \| Stoermeropterus nodosus \| \| \| \| \| \| Stoermeropterus latus \| \| \| \| |
|  |                                                                                   |
|  | Stoermeropterus conicus                                                           |
|  |                                                                                   |
|  | Stoermeropterus nodosus                                                           |
|  |                                                                                   |
|  | Stoermeropterus latus                                                             |
|  |                                                                                   |

|  | Stoermeropterus nodosus |
|  |                         |
|  | Stoermeropterus latus   |
|  |                         |

|  | Vinetopterus martini |
|  |                      |
|  | Vinetopterus struvei |
|  |                      |

|  | Moselopterus ancylotelson |
|  |                           |
|  | Moselopterus elongatus    |
|  |                           |

|  | Vinetopterus martini |
|  |                      |
|  | Vinetopterus struvei |
|  |                      |

|  | Moselopterus ancylotelson |
|  |                           |
|  | Moselopterus elongatus    |
|  |                           |

|  | \| \| Stoermeropterus nodosus \| \| \| \| \| \| Stoermeropterus latus \| \| \| \| |
|  |                                                                                   |
|  | Stoermeropterus conicus                                                           |
|  |                                                                                   |
|  | Stoermeropterus nodosus                                                           |
|  |                                                                                   |
|  | Stoermeropterus latus                                                             |
|  |                                                                                   |

|  | Stoermeropterus nodosus |
|  |                         |
|  | Stoermeropterus latus   |
|  |                         |

|  | Vinetopterus martini |
|  |                      |
|  | Vinetopterus struvei |
|  |                      |

|  | Moselopterus ancylotelson |
|  |                           |
|  | Moselopterus elongatus    |
|  |                           |

|  | Vinetopterus martini |
|  |                      |
|  | Vinetopterus struvei |
|  |                      |

|  | Moselopterus ancylotelson |
|  |                           |
|  | Moselopterus elongatus    |
|  |                           |

|  | \| \| Stoermeropterus nodosus \| \| \| \| \| \| Stoermeropterus latus \| \| \| \| |
|  |                                                                                   |
|  | Stoermeropterus conicus                                                           |
|  |                                                                                   |
|  | Stoermeropterus nodosus                                                           |
|  |                                                                                   |
|  | Stoermeropterus latus                                                             |
|  |                                                                                   |

|  | Stoermeropterus nodosus |
|  |                         |
|  | Stoermeropterus latus   |
|  |                         |

|  | Vinetopterus martini |
|  |                      |
|  | Vinetopterus struvei |
|  |                      |

|  | Moselopterus ancylotelson |
|  |                           |
|  | Moselopterus elongatus    |
|  |                           |

|  | Vinetopterus martini |
|  |                      |
|  | Vinetopterus struvei |
|  |                      |

|  | Moselopterus ancylotelson |
|  |                           |
|  | Moselopterus elongatus    |
|  |                           |

|  | \| \| Stoermeropterus nodosus \| \| \| \| \| \| Stoermeropterus latus \| \| \| \| |
|  |                                                                                   |
|  | Stoermeropterus conicus                                                           |
|  |                                                                                   |
|  | Stoermeropterus nodosus                                                           |
|  |                                                                                   |
|  | Stoermeropterus latus                                                             |
|  |                                                                                   |

|  | Stoermeropterus nodosus |
|  |                         |
|  | Stoermeropterus latus   |
|  |                         |

|  | Vinetopterus martini |
|  |                      |
|  | Vinetopterus struvei |
|  |                      |

|  | Moselopterus ancylotelson |
|  |                           |
|  | Moselopterus elongatus    |
|  |                           |

|  | Vinetopterus martini |
|  |                      |
|  | Vinetopterus struvei |
|  |                      |

|  | Moselopterus ancylotelson |
|  |                           |
|  | Moselopterus elongatus    |
|  |                           |

|  | \| \| Onychopterella augusti \| \| \| \| \| \| Onychopterella kokomoensis \| \| \| \| |
|  |                                                                                       |
|  | Tylopterella boylei                                                                   |
|  |                                                                                       |
|  | Onychopterella augusti                                                                |
|  |                                                                                       |
|  | Onychopterella kokomoensis                                                            |
|  |                                                                                       |

|  | Onychopterella augusti     |
|  |                            |
|  | Onychopterella kokomoensis |
|  |                            |

|  | Dolichopterus macrocheirus |
|  |                            |
|  | Strobilopterus princetonii |
|  |                            |

|  | Eurypterus remipes         |
|  |                            |
|  | Erieopterus microphthalmus |
|  |                            |

|  | Hughmilleria socialis                                                         |
|  |                                                                               |
|  | \| \| Megalograptus ohioensis \| \| \| \| \| \| Mixopterus kiaeri \| \| \| \| |
|  |                                                                               |
|  | Megalograptus ohioensis                                                       |
|  |                                                                               |
|  | Mixopterus kiaeri                                                             |
|  |                                                                               |

|  | Megalograptus ohioensis |
|  |                         |
|  | Mixopterus kiaeri       |
|  |                         |

|  | Eurypterus remipes         |
|  |                            |
|  | Erieopterus microphthalmus |
|  |                            |

|  | Hughmilleria socialis                                                         |
|  |                                                                               |
|  | \| \| Megalograptus ohioensis \| \| \| \| \| \| Mixopterus kiaeri \| \| \| \| |
|  |                                                                               |
|  | Megalograptus ohioensis                                                       |
|  |                                                                               |
|  | Mixopterus kiaeri                                                             |
|  |                                                                               |

|  | Megalograptus ohioensis |
|  |                         |
|  | Mixopterus kiaeri       |
|  |                         |

|  | Dolichopterus macrocheirus |
|  |                            |
|  | Strobilopterus princetonii |
|  |                            |

|  | Eurypterus remipes         |
|  |                            |
|  | Erieopterus microphthalmus |
|  |                            |

|  | Hughmilleria socialis                                                         |
|  |                                                                               |
|  | \| \| Megalograptus ohioensis \| \| \| \| \| \| Mixopterus kiaeri \| \| \| \| |
|  |                                                                               |
|  | Megalograptus ohioensis                                                       |
|  |                                                                               |
|  | Mixopterus kiaeri                                                             |
|  |                                                                               |

|  | Megalograptus ohioensis |
|  |                         |
|  | Mixopterus kiaeri       |
|  |                         |

|  | Eurypterus remipes         |
|  |                            |
|  | Erieopterus microphthalmus |
|  |                            |

|  | Hughmilleria socialis                                                         |
|  |                                                                               |
|  | \| \| Megalograptus ohioensis \| \| \| \| \| \| Mixopterus kiaeri \| \| \| \| |
|  |                                                                               |
|  | Megalograptus ohioensis                                                       |
|  |                                                                               |
|  | Mixopterus kiaeri                                                             |
|  |                                                                               |

|  | Megalograptus ohioensis |
|  |                         |
|  | Mixopterus kiaeri       |
|  |                         |

|  | \| \| Onychopterella augusti \| \| \| \| \| \| Onychopterella kokomoensis \| \| \| \| |
|  |                                                                                       |
|  | Tylopterella boylei                                                                   |
|  |                                                                                       |
|  | Onychopterella augusti                                                                |
|  |                                                                                       |
|  | Onychopterella kokomoensis                                                            |
|  |                                                                                       |

|  | Onychopterella augusti     |
|  |                            |
|  | Onychopterella kokomoensis |
|  |                            |

|  | Dolichopterus macrocheirus |
|  |                            |
|  | Strobilopterus princetonii |
|  |                            |

|  | Eurypterus remipes         |
|  |                            |
|  | Erieopterus microphthalmus |
|  |                            |

|  | Hughmilleria socialis                                                         |
|  |                                                                               |
|  | \| \| Megalograptus ohioensis \| \| \| \| \| \| Mixopterus kiaeri \| \| \| \| |
|  |                                                                               |
|  | Megalograptus ohioensis                                                       |
|  |                                                                               |
|  | Mixopterus kiaeri                                                             |
|  |                                                                               |

|  | Megalograptus ohioensis |
|  |                         |
|  | Mixopterus kiaeri       |
|  |                         |

|  | Eurypterus remipes         |
|  |                            |
|  | Erieopterus microphthalmus |
|  |                            |

|  | Hughmilleria socialis                                                         |
|  |                                                                               |
|  | \| \| Megalograptus ohioensis \| \| \| \| \| \| Mixopterus kiaeri \| \| \| \| |
|  |                                                                               |
|  | Megalograptus ohioensis                                                       |
|  |                                                                               |
|  | Mixopterus kiaeri                                                             |
|  |                                                                               |

|  | Megalograptus ohioensis |
|  |                         |
|  | Mixopterus kiaeri       |
|  |                         |

|  | Dolichopterus macrocheirus |
|  |                            |
|  | Strobilopterus princetonii |
|  |                            |

|  | Eurypterus remipes         |
|  |                            |
|  | Erieopterus microphthalmus |
|  |                            |

|  | Hughmilleria socialis                                                         |
|  |                                                                               |
|  | \| \| Megalograptus ohioensis \| \| \| \| \| \| Mixopterus kiaeri \| \| \| \| |
|  |                                                                               |
|  | Megalograptus ohioensis                                                       |
|  |                                                                               |
|  | Mixopterus kiaeri                                                             |
|  |                                                                               |

|  | Megalograptus ohioensis |
|  |                         |
|  | Mixopterus kiaeri       |
|  |                         |

|  | Eurypterus remipes         |
|  |                            |
|  | Erieopterus microphthalmus |
|  |                            |

|  | Hughmilleria socialis                                                         |
|  |                                                                               |
|  | \| \| Megalograptus ohioensis \| \| \| \| \| \| Mixopterus kiaeri \| \| \| \| |
|  |                                                                               |
|  | Megalograptus ohioensis                                                       |
|  |                                                                               |
|  | Mixopterus kiaeri                                                             |
|  |                                                                               |

|  | Megalograptus ohioensis |
|  |                         |
|  | Mixopterus kiaeri       |
|  |                         |

## Paleoecología
El único fósil conocido de Tylopterella se recuperó en los yacimientos ludlovianos de Elora, en Ontario, Canadá. Se cree que el extremo grosor de la superficie del cuerpo de Tylopterella se debe a las condiciones hipersalinas (con niveles de salinidad superiores a los del mar) a las que estaba expuesta la fauna de la Formación Guelph y a la vida en los arrecifes de coral continuamente golpeados por las olas. Su presencia junto a braquiópodos y moluscos con conchas engrosadas, así como la matriz del fósil de Tylopterella, una dolomita porosa de grano grueso, indican lo mismo. Por lo tanto, Tylopterella representa el único euriptérido adaptado a la hipersalinidad.
El T. boylei es el único euriptérido hallado en su yacimiento fósil. Está asociado a especies de gasterópodos como el troconematoide Loxoplocus soluta o el anomfaloide Pycnomphalus solarioides, así como a otras muchas especies indeterminadas de bivalvos, briozoos o cefalópodos, entre otros. El medio en el que vivía se considera un mar somero y submareal (es decir, la luz solar llega al fondo del océano), y su litología (las características físicas de las rocas) consiste principalmente en dolomita con presencia de petróleo.